# ともひ
ともひ（1983年 - ）は、日本の漫画家、イラストレーター。

## 作品リスト
- 漫画
  - 『稲荷坂ゆうひの自転車旅行記 京都府久御山町編』（2006年、コミックファウスト掲載、未単行本化）
  - 『亡霊校舎の居残り姫』（2012年 -休載中、最前線連載、未単行本化）
  - 『ゆうやけトリップ』（2019年 -、COMIC FUZ連載、既刊１巻）
- イラスト
  - 『怪談と踊ろう、そしてあなたは階段で踊る』（2006年、著：竜騎士07、ファウストVol.6 SIDE-A・SIDE-B掲載、未単行本化） - 表紙絵、挿絵
  - 『パンドラ』Vol.1 SIDE-A～Vol.2 SIDE-B（2008年、講談社BOX） - 表紙絵
  - 『ひぐらしのなく頃に』（2007年 - 2008年、著：竜騎士07、講談社BOX） - 表紙絵、挿絵
    - 文庫版『ひぐらしのなく頃に』（2011年、著：竜騎士07、星海社文庫） - 表紙絵、挿絵

  - 『ひぐらしのなく頃に解』（2008年 - 2009年、著：竜騎士07、講談社BOX） - 表紙絵、挿絵
    - 文庫版『ひぐらしのなく頃に解』（2011年 - 2012年、著：竜騎士07、星海社文庫） - 表紙絵、挿絵

  - 『ひぐらしのなく頃に礼』（2009年、著：竜騎士07、講談社BOX） - 表紙絵、挿絵
    - 文庫版『ひぐらしのなく頃に礼』（2012年、著：竜騎士07、星海社文庫） - 表紙絵、挿絵

  - 『昭和五十八年夏、雛見沢村』（2009年、パンドラ Vol.3掲載、講談社BOX） - イラストーリー
  - 『うみねこのなく頃に』（2009年 - 2018年、著：竜騎士07、講談社BOX） - 表紙絵、挿絵
  - 『ドラゴンランス』（2009年、著：トレイシー・ヒックマン・マーガレット・ワイス、角川つばさ文庫） - 表紙絵、挿絵